# 第二次世界大战武器装备列表
第二次世界大战武器装备列表列举在第二次世界大战中使用过的各种武器装备。
本列表不包含交戰各國繳獲自敵對方並直接投入使用的，或非制式配發給使用國一線作戰部隊、預備隊、反抗軍、游擊隊、非戰鬥人員或平民使用的武器裝備（例如法國抵抗組織所繳獲並使用的德軍武器，但維琪法國軍隊所使用的德軍武器裝備不在此列），僅列出武器裝備使用國本國自行設計/製造的（例如德國國防軍裝備的MP40），他國設計/製造/大規模投產並投入使用國制式配發/裝備的（例如西班牙空軍的Bf109），仿製及改進的，使用國不具備軍事工業體系/使用國軍事工業體系在某一領域無法完成設計/製造/大規模投產的前提下所購買/獲得援助自他國為之設計/製造的（例如中華民國購買自丹麥的麥德森M/1922），繳獲自敵對國且使用國不具備軍事工業體系/使用國軍事工業體系在某一領域無法完成設計/製造/大規模投產，繳獲並配發一線作戰部隊使用的（例如中國繳獲並使用的三八式步槍），用於作戰的所有武器裝備。

## 步兵武器装备列表

### 手槍
- 魯格P08
- 瓦爾特PP手槍（瓦爾特PPK）
- 瓦爾特P38手槍
- 毛瑟C96手槍
- 紹爾38H手枪
- 毛瑟 HSc手枪（英语：Mauser HSc）
- 魯格手槍
- 貝瑞塔M1934手槍
- 瓦爾特人民手槍
- 柯爾特M1873单动式转轮手槍
- M1911手槍

### 狙擊步槍
- 毛瑟Kar98k步槍（狙擊)
- Gew 43步槍（狙擊）
- Gewehr 98步枪#狙击型Gewehr 98（狙擊）
- 莫辛纳甘M91-30狙擊步槍
- M1903春田步槍（狙擊）

### 霰彈槍/戰壕槍
- M30空軍三管複合槍（組合槍，同時有霰彈和步槍槍管）
- 溫徹斯特M1897泵動式霰彈槍
- 勃朗宁Auto-5半自动霰弹枪

### 步槍/突擊步槍
- vz.24步槍
- vz.33步槍
- Gewehr 98步槍
- Kar98k步槍
- Gewehr 88步槍
- M1加兰德步枪
- 毛瑟Kar98k步槍
- Gew 41步槍
- Gew 43步槍
- FG42伞兵步槍
- VG1-5半自動步槍
- Spz-kr突擊步槍（Wimmersperg Spz-kr）
- MP43/44/StG44突击步槍
- StG45突擊步槍
- M1903春田步槍
- 九九式步槍
- 勃朗宁m1918

### 卡宾枪/马枪/骑枪
- 三十年式騎槍
- 三八式卡賓槍
- 四四式卡賓槍
- 八一式馬步槍
- M1、M1A1、M2、M3卡賓槍
- 莫辛-纳甘M1938、M1944卡賓槍
- 中正式步騎槍

輕/重/通用機槍
- MG08重機槍
- wz.37 BAR
- MG13通用機槍
- MG 15機槍
- MG 17機槍
- MG30通用機槍
- MG34通用機槍
- ZB37式重机枪
- MG42通用機槍
- ZB vz.26輕機槍
- ZB vz.30輕機槍
- MG45通用機槍
- 布雷達30輕機槍
- DP輕機槍

### 衝鋒槍
- MP18衝鋒槍
- MP28衝鋒槍
- MP34冲锋枪
- MP35衝鋒槍
- MP38/40冲锋枪
- MP41衝鋒槍
- MP3008衝鋒槍
- EMP44衝鋒槍
- MKb42（H）
- MKb42（W）
- 貝瑞塔M1938衝鋒槍
- 索米KP/M1931冲锋枪
- 科罗温1941衝鋒槍
- 斯登衝鋒槍
- 汤姆森衝鋒槍

### 单兵反坦克武器
反坦克步枪
- 九七式反坦克步枪
- wz.PzB35（p）反坦克步槍（Wz。 35反坦克步槍）
- PzB38/39反坦克步枪
- SPzB41重型反坦克步枪
- 索羅通S-18/100反坦克步槍
- 博斯反坦克步枪

反坦克火箭筒
- 巴祖卡火箭筒
- （PIAT）步兵用反坦克发射器
- 铁拳火箭筒

### 榴弹发射器
- 八九式掷弹筒

### 燃烧武器
火焰喷射器
- 35型火焰喷射器
- 41型火焰发射器
- 46型衝鋒火焰噴射器
- M1A1火焰噴射器（英语：M1 flamethrower）
- M2火焰噴射器
- 百式火焰喷射器
- ROKS2/3火焰喷射器

燃烧瓶
- 莫洛托夫鸡尾酒

### 枪榴弹，爆炸武器，手榴彈与地雷
枪榴弹
- 68号反坦克枪榴弹

手榴彈
- 四式陶制手榴弹
- 九九式手榴弹
- 十式手榴弹
- F-1手榴彈
- M24柄式手榴弹
- M43柄式手榴彈
- M39手榴彈
- Mk 2手榴弹
- OTO M35手榴弹
- RG-42手榴弹

其他
- 刺突爆雷

反步兵地雷
- SMi-35地雷
- SMi-44地雷

反坦克地雷
- 99式地雷
- 泰勒地雷

## 航空制武器
航空機槍/炮
- MG 81機槍
- MG 151机炮
- MG FF機炮

## 參閱
- 第二次世界大战概览列表
- 第二次世界大戰各國傷亡統計
- 第二次世界大戰戰役列表
- 第二次世界大戰參戰國列表
- 第一次世界大戰

英国
德国
日本
美国
苏联
中國